# Clinocera aucta
Clinocera aucta är en tvåvingeart som först beskrevs av Zetterstedt 1849.  Clinocera aucta ingår i släktet Clinocera, och familjen dansflugor. Arten har ej påträffats i Sverige.